# Collegio di Preseli Pembrokeshire
Preseli Pembrokeshire è stato un collegio elettorale gallese rappresentato alla Camera dei comuni del Parlamento del Regno Unito. Eleggeva un membro del parlamento con il sistema maggioritario a turno unico; il collegio è stato abolito in occasione della revisione periodica del 2024.

## Estensione
Il collegio fu creato nel 1997 da parti del collegio di Ceredigion and Pembroke North e Pembroke. Comprendeva le coste settentrionale e occidentale del Pembrokeshire e le aree interne. Si trattava del collegio più occidentale del Galles e gran parte dell'area costiera faceva parte del Parco nazionale costiero del Pembrokeshire.
Alla sua creazione nel 1997, i confini erano gli stessi del Preseli Pembrokeshire; dal 2006 vennero apportate modifiche ai confini, che ebbero effetto a partire dalle elezioni generali del 2010. Fino al 2024 il collegio constisteva delle divisioni elettorali della contea del Pembrokeshire di Burton, Camrose, Cilgerran, Clydau, Crymych, Dinas Cross, Fishguard North East, Fishguard North West, Goodwick, Haverfordwest Castle, Haverfordwest Garth, Haverfordwest Portfield, Haverfordwest Prendergast, Haverfordwest Priory, Johnston, Letterston, Llangwm, Llanrhian, Maenclochog, Merlin’s Bridge, Milford Central, Milford East, Milford Hakin, Milford Hubberston, Milford North, Milford West, Newport, Neyland East, Neyland West, Rudbaxton, St David's, St Dogmaels, St Ishmael's, Scleddau, Solva, The Havens e Wiston.

## Membri del parlamento
| Elezione | Elezione | Deputato         | Partito          |
| -------- | -------- | ---------------- | ---------------- |
|          | 1997     | Jackie Lawrence  | Laburista        |
|          | 2005     | Stephen Crabb    | Conservatore     |
|          | 2024     | Collegio abolito | Collegio abolito |

## Elezioni

### Elezioni negli anni 2010
| Partito                    | Partito                                   | Candidato                  | Risultati 12 dicembre 2019 | Risultati 12 dicembre 2019 |
| Partito                    | Partito                                   | Candidato                  | Voti                       | %                          |
| -------------------------- | ----------------------------------------- | -------------------------- | -------------------------- | -------------------------- |
|                            | Conservatore                              | Stephen Crabb              | 21 381                     | 50,40                      |
|                            | Laburista                                 | Philippa Thompson          | 16 319                     | 38,47                      |
|                            | Plaid Cymru                               | Cris Tomos                 | 2 776                      | 6,54                       |
|                            | Lib Dem                                   | Thomas Hughes              | 1 943                      | 4,58                       |
|                            |                                           |                            |                            |                            |
| Iscritti                   | Iscritti                                  | Iscritti                   | 59 586                     | 100,00                     |
| ↳ Votanti (% su iscritti)  | ↳ Votanti (% su iscritti)                 | ↳ Votanti (% su iscritti)  | 42 419                     | 71,19                      |
| ↳ Astenuti (% su iscritti) | ↳ Astenuti (% su iscritti)                | ↳ Astenuti (% su iscritti) | 17 167                     | 28,81                      |
|                            |                                           |                            |                            |                            |
|                            | Esito: collegio confermato a Conservatore |                            |                            |                            |

| Partito                    | Partito                                   | Candidato                  | Risultati 8 giugno 2017 | Risultati 8 giugno 2017 |
| Partito                    | Partito                                   | Candidato                  | Voti                    | %                       |
| -------------------------- | ----------------------------------------- | -------------------------- | ----------------------- | ----------------------- |
|                            | Conservatore                              | Stephen Crabb              | 18 302                  | 43,37                   |
|                            | Laburista                                 | Philippa Thompson          | 17 988                  | 42,63                   |
|                            | Plaid Cymru                               | Owain Llŷr Williams        | 2 711                   | 6,42                    |
|                            | Indipendente                              | Chris Overton              | 1 209                   | 2,87                    |
|                            | Lib Dem                                   | Bob Kilmister              | 1 106                   | 2,62                    |
|                            | UKIP                                      | Susan Bale                 | 850                     | 2,01                    |
|                            | The New Society of Worth                  | Rodney Maile               | 31                      | 0,07                    |
|                            |                                           |                            |                         |                         |
| Iscritti                   | Iscritti                                  | Iscritti                   | 58 525                  | 100,00                  |
| ↳ Votanti (% su iscritti)  | ↳ Votanti (% su iscritti)                 | ↳ Votanti (% su iscritti)  | 42 197                  | 72,10                   |
| ↳ Astenuti (% su iscritti) | ↳ Astenuti (% su iscritti)                | ↳ Astenuti (% su iscritti) | 16 328                  | 27,90                   |
|                            |                                           |                            |                         |                         |
|                            | Esito: collegio confermato a Conservatore |                            |                         |                         |

| Partito                    | Partito                                   | Candidato                  | Risultati 7 maggio 2015 | Risultati 7 maggio 2015 |
| Partito                    | Partito                                   | Candidato                  | Voti                    | %                       |
| -------------------------- | ----------------------------------------- | -------------------------- | ----------------------- | ----------------------- |
|                            | Conservatore                              | Stephen Crabb              | 16 383                  | 40,40                   |
|                            | Laburista                                 | Paul Miller                | 11 414                  | 28,14                   |
|                            | UKIP                                      | Howard Lillyman            | 4 257                   | 10,50                   |
|                            | Indipendente                              | Chris Overton              | 3 729                   | 9,19                    |
|                            | Plaid Cymru                               | John Osmond                | 2 518                   | 6,21                    |
|                            | Verdi                                     | Frances Bryant             | 1 452                   | 3,58                    |
|                            | Lib Dem                                   | Nick Tregoning             | 780                     | 1,92                    |
|                            | The New Society of Worth                  | Rodney Maile               | 23                      | 0,06                    |
|                            |                                           |                            |                         |                         |
| Iscritti                   | Iscritti                                  | Iscritti                   | 57 363                  | 100,00                  |
| ↳ Votanti (% su iscritti)  | ↳ Votanti (% su iscritti)                 | ↳ Votanti (% su iscritti)  | 40 556                  | 70,70                   |
| ↳ Astenuti (% su iscritti) | ↳ Astenuti (% su iscritti)                | ↳ Astenuti (% su iscritti) | 16 807                  | 29,30                   |
|                            |                                           |                            |                         |                         |
|                            | Esito: collegio confermato a Conservatore |                            |                         |                         |

| Partito                    | Partito                                   | Candidato                  | Risultati 6 maggio 2010 | Risultati 6 maggio 2010 |
| Partito                    | Partito                                   | Candidato                  | Voti                    | %                       |
| -------------------------- | ----------------------------------------- | -------------------------- | ----------------------- | ----------------------- |
|                            | Conservatore                              | Stephen Crabb              | 16 994                  | 42,86                   |
|                            | Laburista                                 | Mari Rees                  | 12 339                  | 31,12                   |
|                            | Lib Dem                                   | Nick Tregoning             | 5 759                   | 14,52                   |
|                            | Plaid Cymru                               | Henry Jones-Davies         | 3 654                   | 9,22                    |
|                            | UKIP                                      | Richard Lawson             | 906                     | 2,28                    |
|                            |                                           |                            |                         |                         |
| Iscritti                   | Iscritti                                  | Iscritti                   | 57 394                  | 100,00                  |
| ↳ Votanti (% su iscritti)  | ↳ Votanti (% su iscritti)                 | ↳ Votanti (% su iscritti)  | 39 652                  | 69,09                   |
| ↳ Astenuti (% su iscritti) | ↳ Astenuti (% su iscritti)                | ↳ Astenuti (% su iscritti) | 17 742                  | 30,91                   |
|                            |                                           |                            |                         |                         |
|                            | Esito: collegio confermato a Conservatore |                            |                         |                         |

### Elezioni negli anni 2000
| Partito                    | Partito                                           | Candidato                  | Risultati 5 maggio 2005 | Risultati 5 maggio 2005 |
| Partito                    | Partito                                           | Candidato                  | Voti                    | %                       |
| -------------------------- | ------------------------------------------------- | -------------------------- | ----------------------- | ----------------------- |
|                            | Conservatore                                      | Stephen Crabb              | 14 106                  | 36,56                   |
|                            | Laburista                                         | Sue Hayman                 | 13 499                  | 34,98                   |
|                            | Lib Dem                                           | Dewi Smith                 | 4 963                   | 12,86                   |
|                            | Plaid Cymru                                       | Matt Mathias               | 4 752                   | 12,32                   |
|                            | UKIP                                              | James Carver               | 498                     | 1,29                    |
|                            | Verdi                                             | Molly Scott Cato           | 494                     | 1,28                    |
|                            | Laburista Socialista                              | Patricia Bowen             | 275                     | 0,71                    |
|                            |                                                   |                            |                         |                         |
| Iscritti                   | Iscritti                                          | Iscritti                   | 55 520                  | 100,00                  |
| ↳ Votanti (% su iscritti)  | ↳ Votanti (% su iscritti)                         | ↳ Votanti (% su iscritti)  | 38 587                  | 69,50                   |
| ↳ Astenuti (% su iscritti) | ↳ Astenuti (% su iscritti)                        | ↳ Astenuti (% su iscritti) | 16 933                  | 30,50                   |
|                            |                                                   |                            |                         |                         |
|                            | Esito: collegio passa da Laburista a Conservatore |                            |                         |                         |

| Partito                    | Partito                                        | Candidato                  | Risultati 7 giugno 2001 | Risultati 7 giugno 2001 |
| Partito                    | Partito                                        | Candidato                  | Voti                    | %                       |
| -------------------------- | ---------------------------------------------- | -------------------------- | ----------------------- | ----------------------- |
|                            | Laburista                                      | Jacqueline Lawrence        | 15 206                  | 41,35                   |
|                            | Conservatore                                   | Stephen Crabb              | 12 260                  | 33,34                   |
|                            | Plaid Cymru                                    | Rhys Sinnett               | 4 658                   | 12,67                   |
|                            | Lib Dem                                        | Alexander Dauncey          | 3 882                   | 10,56                   |
|                            | Laburista Socialista                           | Patricia Bowen             | 452                     | 1,23                    |
|                            | UKIP                                           | Hugh Jones                 | 319                     | 0,87                    |
|                            |                                                |                            |                         |                         |
| Iscritti                   | Iscritti                                       | Iscritti                   | 54 243                  | 100,00                  |
| ↳ Votanti (% su iscritti)  | ↳ Votanti (% su iscritti)                      | ↳ Votanti (% su iscritti)  | 36 777                  | 67,80                   |
| ↳ Astenuti (% su iscritti) | ↳ Astenuti (% su iscritti)                     | ↳ Astenuti (% su iscritti) | 17 466                  | 32,20                   |
|                            |                                                |                            |                         |                         |
|                            | Esito: collegio passa da Laburista a Laburista |                            |                         |                         |

## Risultati dei referendum

### Referendum sulla permanenza del Regno Unito nell'Unione europea del 2016
|             | Collegio              | Lasciare UE % | Rimanere in UE % |
| ----------- | --------------------- | ------------- | ---------------- |
|             | Preseli Pembrokeshire | 55,7%         | 44,3%            |
| Galles      | 52,5%                 | 47,5%         |                  |
| Regno Unito | 51,9%                 | 48,1%         |                  |